# Автошлях О 020803
Автошля́х О 020803 — автомобільний шлях довжиною 16.2 км, обласна дорога місцевого значення в Вінницькій області. Пролягає по Хмільницькому району від автошляху Н02 через Махаринці, Козятин до автошляху Н02.